# Kiefernspanner

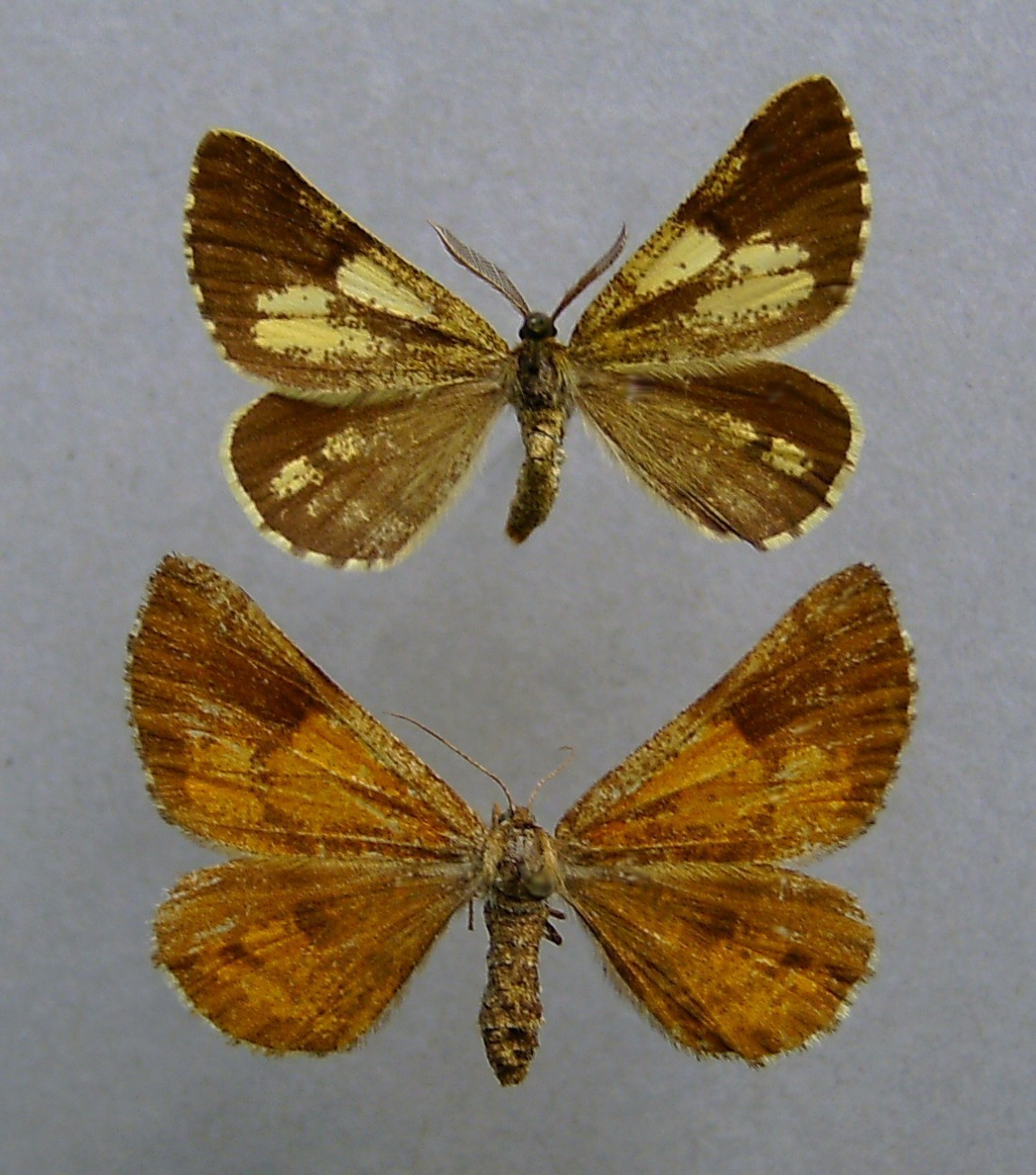
Kiefernspanner
oben:
Männchen
unten: Weibchen

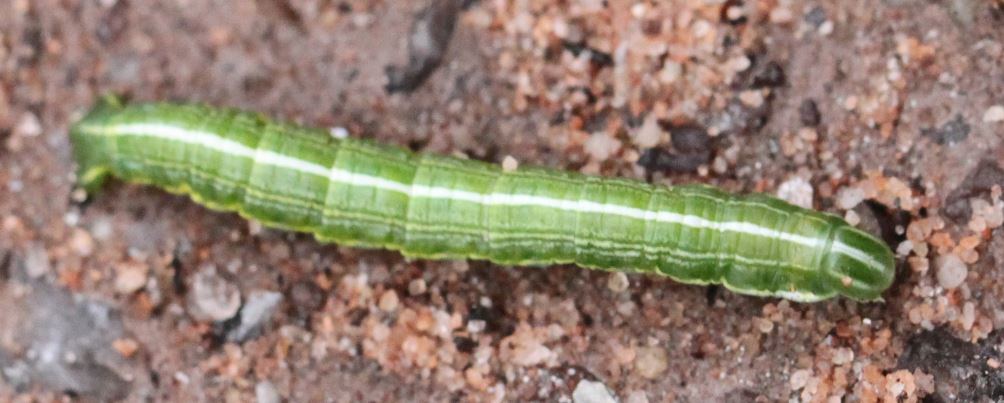
Raupe

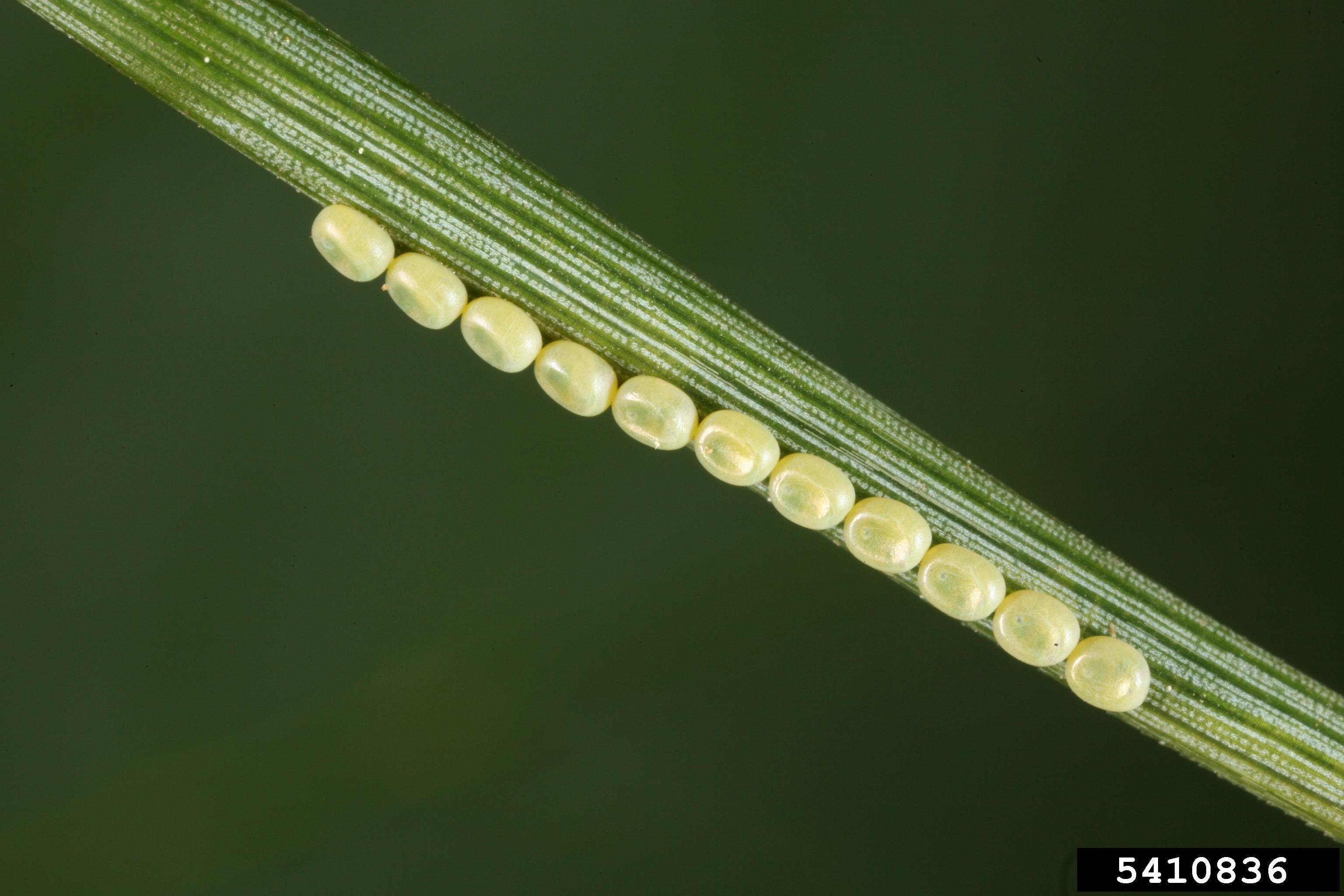
Eier

Der Kiefernspanner (Bupalus piniaria), auch Gemeiner Kiefernspanner oder Gemeiner Lichtwald-Kiefernspanner ist ein Schmetterling (Nachtfalter) aus der Familie der Spanner (Geometridae).

## Merkmale

### Falter
Die männlichen Falter haben eine Flügelspannweite von 30 bis 35 Millimetern, die Weibchen von 31 bis 34 mm. Männchen und Weibchen zeigen außerdem einen Sexualdimorphismus in Färbung und Zeichnung. Die Vorderflügel der Männchen weisen meist eine weiße bis hellgelbe Grundfarbe auf, die beim Männchen durch braune Flecke mehr oder weniger stark verdunkelt ist. Häufig ist besonders das äußere Drittel des Vorderflügels verdunkelt. Die Weibchen sind in der Grundfarbe gelblich und ebenfalls mehr oder weniger verdunkelt. Die Zeichnung und das Ausmaß der Verdunklung sind aber sehr variabel; daher wurden über 20 Unterarten, Formen und Aberrationen unterschieden. Im Norden des Verbreitungsgebiets sind eher dunkle Formen vorherrschend, während im Süden eher Exemplare mit stärkerer Aufhellung vorkommen. Bergmann beobachtete, dass Wärme während der Puppenphase Männchen mit eher gelber Grundfarbe ergaben; die Weibchen waren reiner braun oder gelb gefärbt. Puppen unter kalten Bedingungen ergaben Männchen mit weißen, z. T. auch grau getönten Grundfarben, die Weibchen waren z. T. stark grau getönt. Puppen unter besonders trockenen Bedingungen ergaben Formen mit starker Aufhellung, Puppen unter eher feuchten Bedingungen ergaben stark verdunkelte Falter. Die Hinterflügel sind mehr einheitlich bräunlich gefärbt.

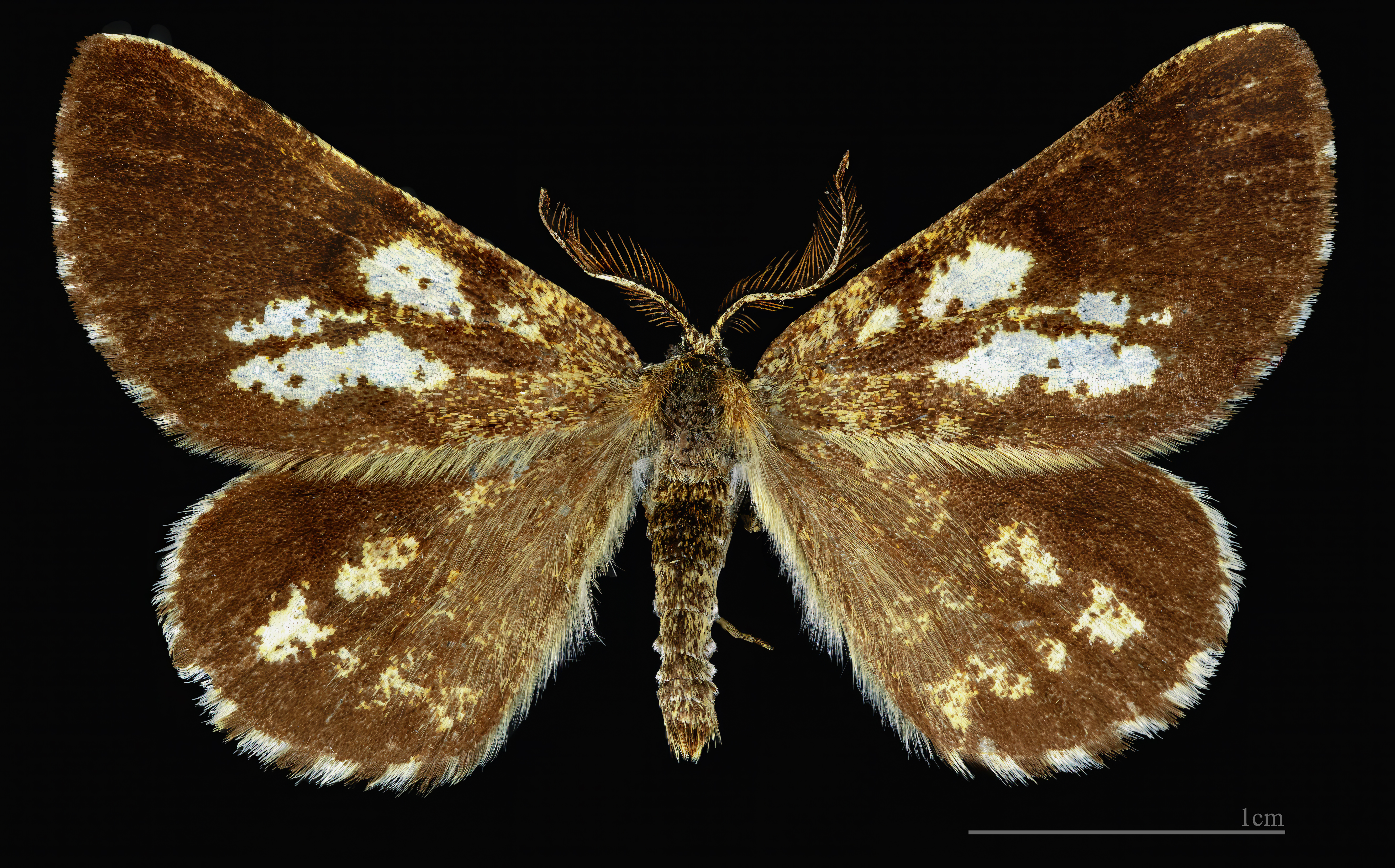
Bupalus piniaria ♂
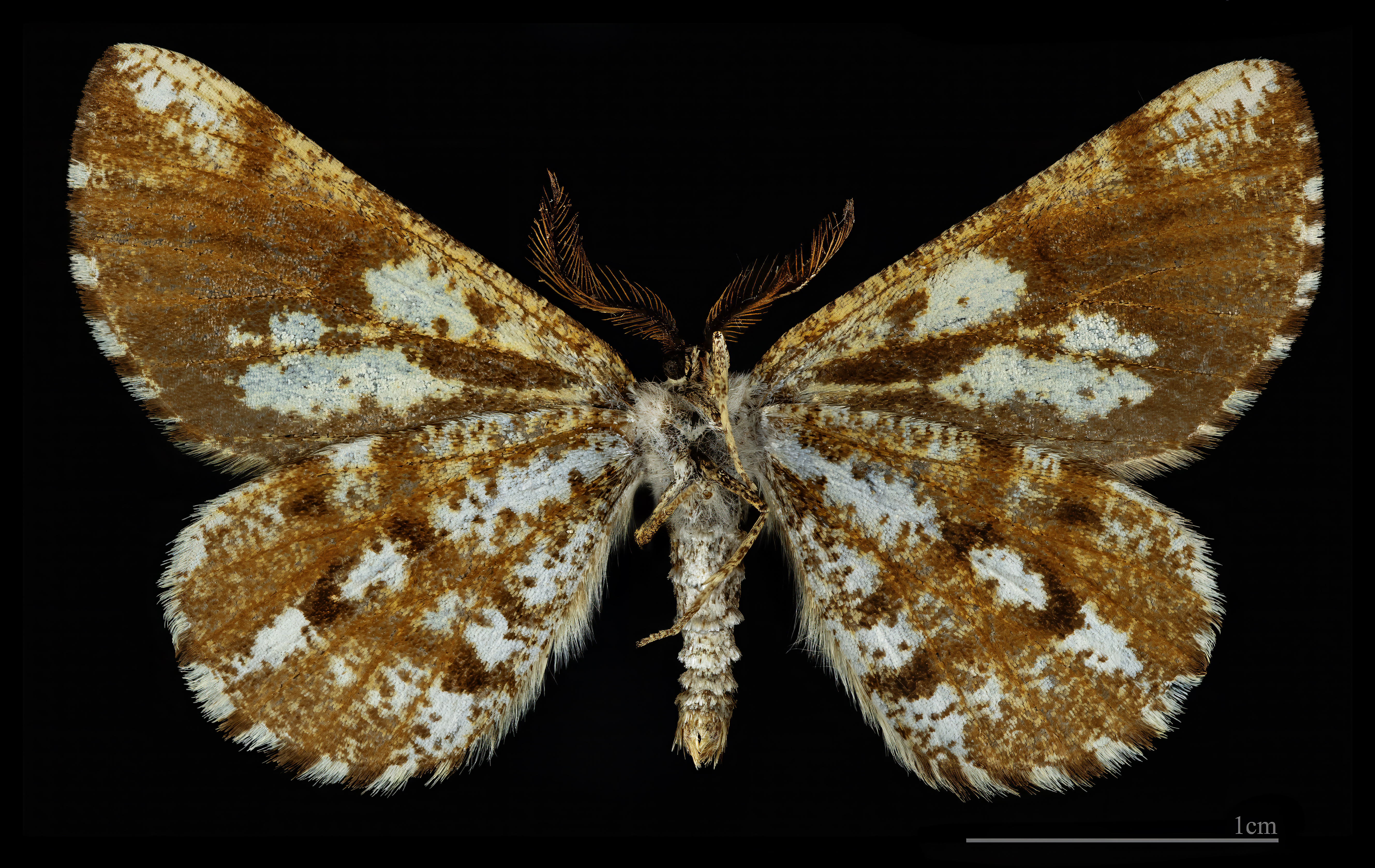
♂ △
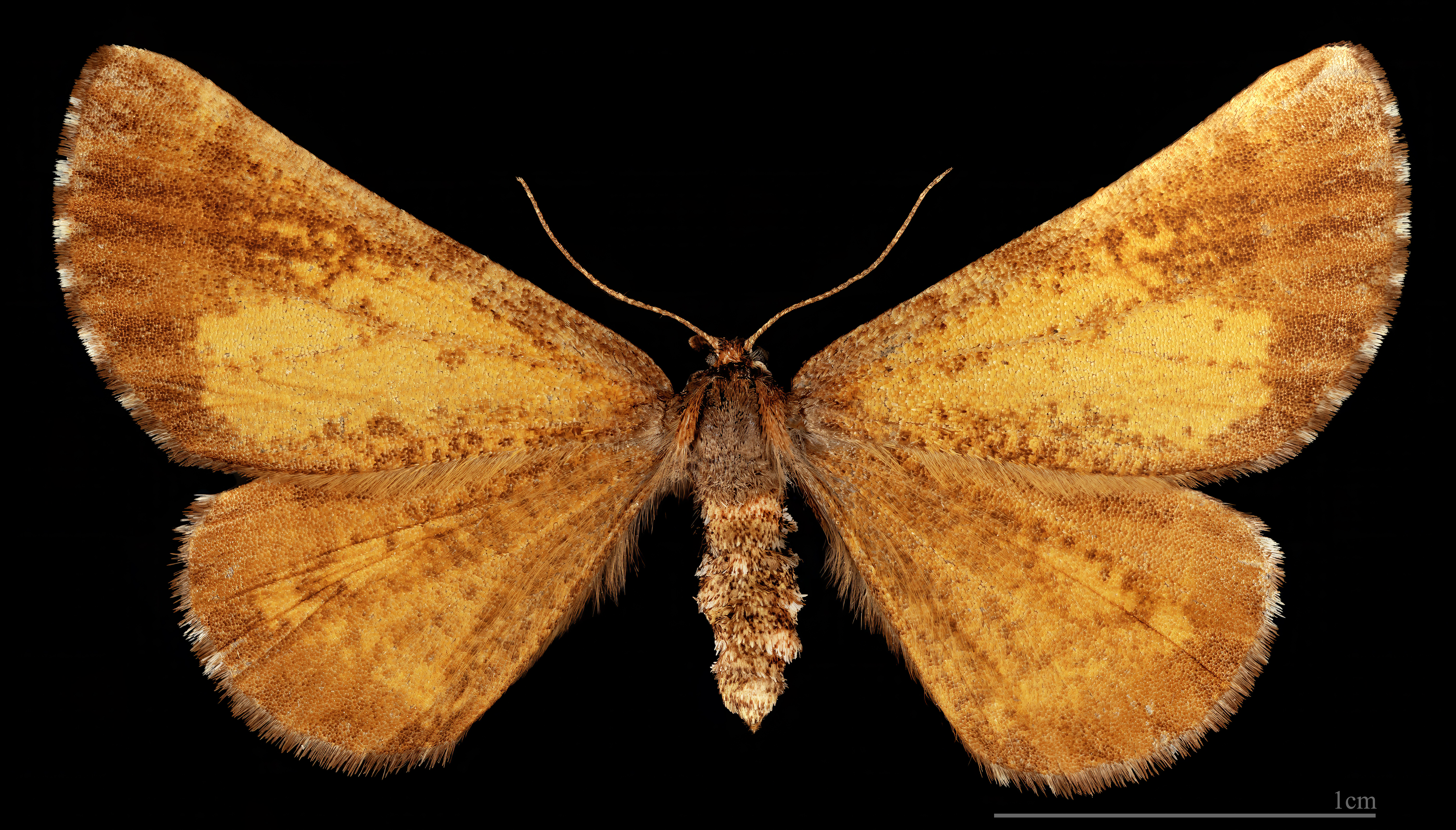
Bupalus piniaria♀
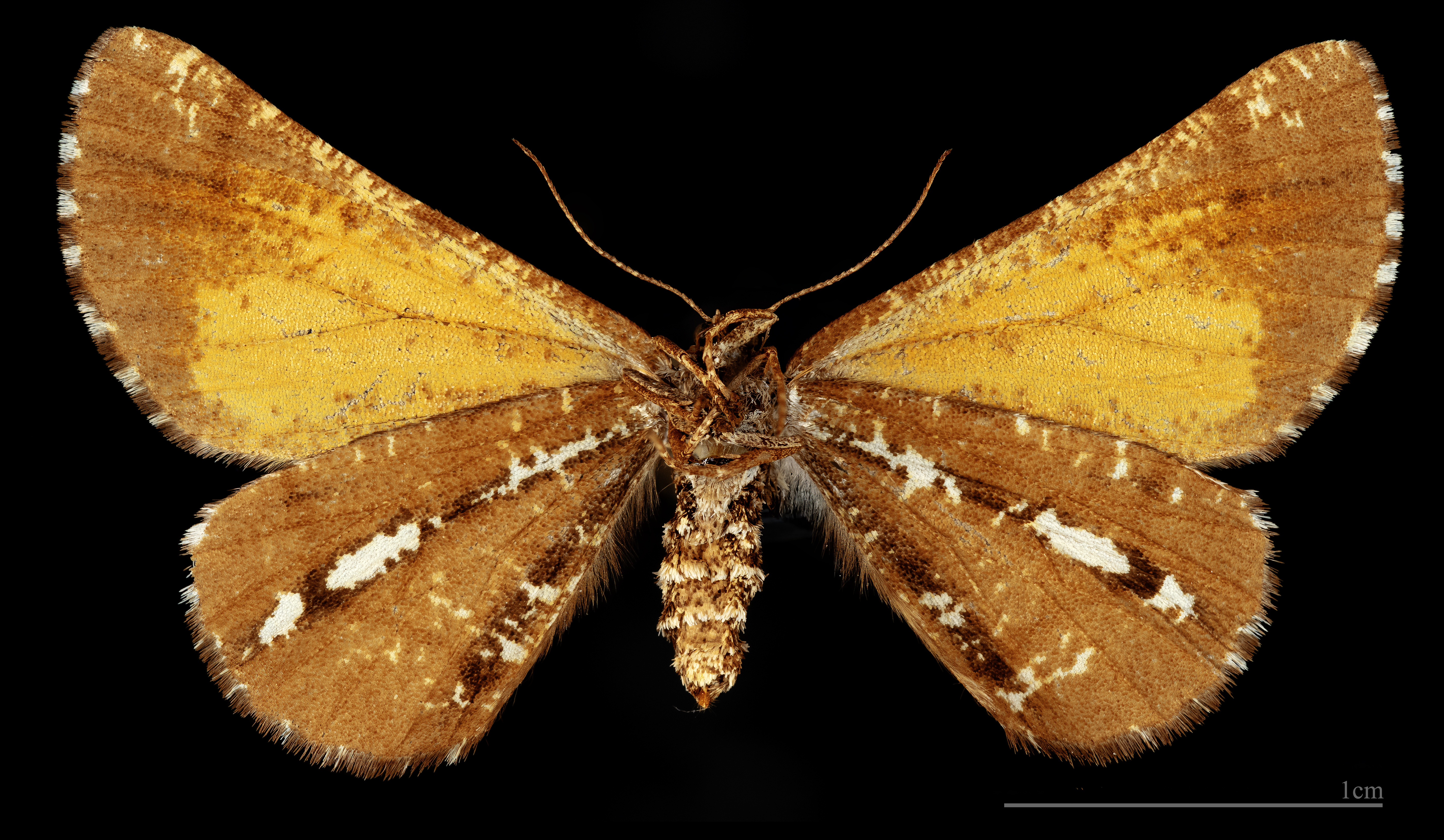
♀ △

Die Unterseite der Hinterflügel zeigt einen weißen (Längs-)Wisch, der sich vom Basalfeld etwa mittig zum Außenrand zieht. Er ist gewöhnlich durch zwei schwache, gebogene, meist braune Querlinien unterbrochen.
Das Männchen hat federartig ausgebreitete Fühler, die Weibchen borstenartige Fühler.

### Ei, Raupe und Puppe
Das ovale, hellgrün gefärbte Ei ist lederartig skulptiert. Es hat einen Durchmesser von 0,8 mm. Die Mikropylrosette ist achtteilig, umgeben von zwei netzförmigen Feldern und liegt in einer flachen Mulde.
Die Raupe wird erwachsen bis 30 mm lang. Sie ist intensiv grün gefärbt mit einer weißen, dunkel gesäumten Rückenlinie. Die Nebenrückenlinien sind feiner als die Rückenlinie und ebenfalls dunkel gesäumt. Die Seitenstreifen sind leuchtend gelb und z. T. auch weiß gefärbt. Der Kopf ist grün und hell gestreift.
Die glänzend braune Puppe ist gedrungen, der Kremaster endet in einer einfachen Spitze. Die Puppe ist bis zu 1,5 cm lang.

## Geographische Verbreitung und Lebensraum
Die Art ist in ganz Europa von der Iberischen Halbinsel und den Britischen Inseln im Westen bis nach Sibirien (Kasachstan) verbreitet. Im Süden reicht das Verbreitungsgebiet bis nach Nordafrika (Marokko), im Norden bis an den Polarkreis. Die Art ist jedoch an ihre Hauptnahrungspflanzen (Kiefern) gebunden und kann daher lokal auch völlig fehlen. Im Gebirge steigt die Art bis auf 1600 m an.
Entsprechend kommt die Art in Nadelwäldern, bevorzugt natürlich in Kiefernwäldern vor. Auch sonstige mit Kiefern besetzte Lebensräume werden besiedelt.

## Lebensweise
Der Kiefernspanner bildet eine Generation im Jahr; die Falter fliegen in Mitteleuropa von Mitte/Ende Mai bis etwa Mitte Juli. Selten erscheinen die Falter früher, oder können noch im August beobachtet werden. Sie sind tagaktiv, der Flug etwas taumelnd. Sie kommen aber auch nachts ans Licht. Die Flügel sind in der Ruheposition und der Kopula schräg angehoben. Die Eier werden in Reihen (etwa 5 bis 25 in einer Reihe) an den Nadeln der Raupennahrungspflanzen abgelegt; insgesamt bis etwa 150 Eier. Als Nahrungspflanzen der Raupen sind nachgewiesen:
- Waldkiefer (Pinus sylvestris)
- Schwarzkiefer (Pinus nigra)
- Weymouth-Kiefer (Pinus strobus)
- Douglasie (Pseudotsuga menziesii)

Nach anderen Autoren ernähren sich die Raupen auch von Gemeiner Fichte (Picea abies), Weiß-Tanne (Abies alba), Europäischer Lärche (Larix decidua) und Gemeinem Wacholder (Juniperus communis).
Im Herbst lassen sich die erwachsenen Raupen auf den Boden fallen oder sie kriechen am Stamm hinab. Dort verkriechen sie sich in der Erde. Sie bleiben dort zunächst unverpuppt liegen, um sich erst im „Nachwinter“ zu verpuppen. Andere Autoren geben an, dass die Puppe überwintert.

## Systematik und Taxonomie
Die Art wurde von Carl von Linné 1758 unter dem Binomen Phalaena Gemetra Piniaria erstmals wissenschaftlich beschrieben. Es ist die Typusart der Gattung Bupalus Leach, 1815. Gelegentlich erscheint der Name auch in der Falschschreibweise piniarius. Piniaria ist ein Substantiv in Apposition, dessen Endung nicht das Geschlecht der Gattung angepasst wird.
Bedingt durch die große Variation in Zeichnung und Färbung wurden eine ganze Reihe nomenklatorisch verfügbarer Unterartnamen aufgestellt, zusätzlich zu den nomenklatorisch ungültigen Formen und Aberrationen. Nach Leraut (2009) kann jedoch keine der Unterarten taxonomisch anerkannt werden, da sie jeweils im gesamten Verbreitungsgebiet vorkommen, wenn auch in unterschiedlichen Anteilen an der Gesamtpopulation. Leraut unterscheidet folgende Formen bei den Männchen:
- Hintergrundfarbe rein weiß: f. albida Lempke, 1970
- Hintergrundfarbe gelblich: f. flavescens White, 1876

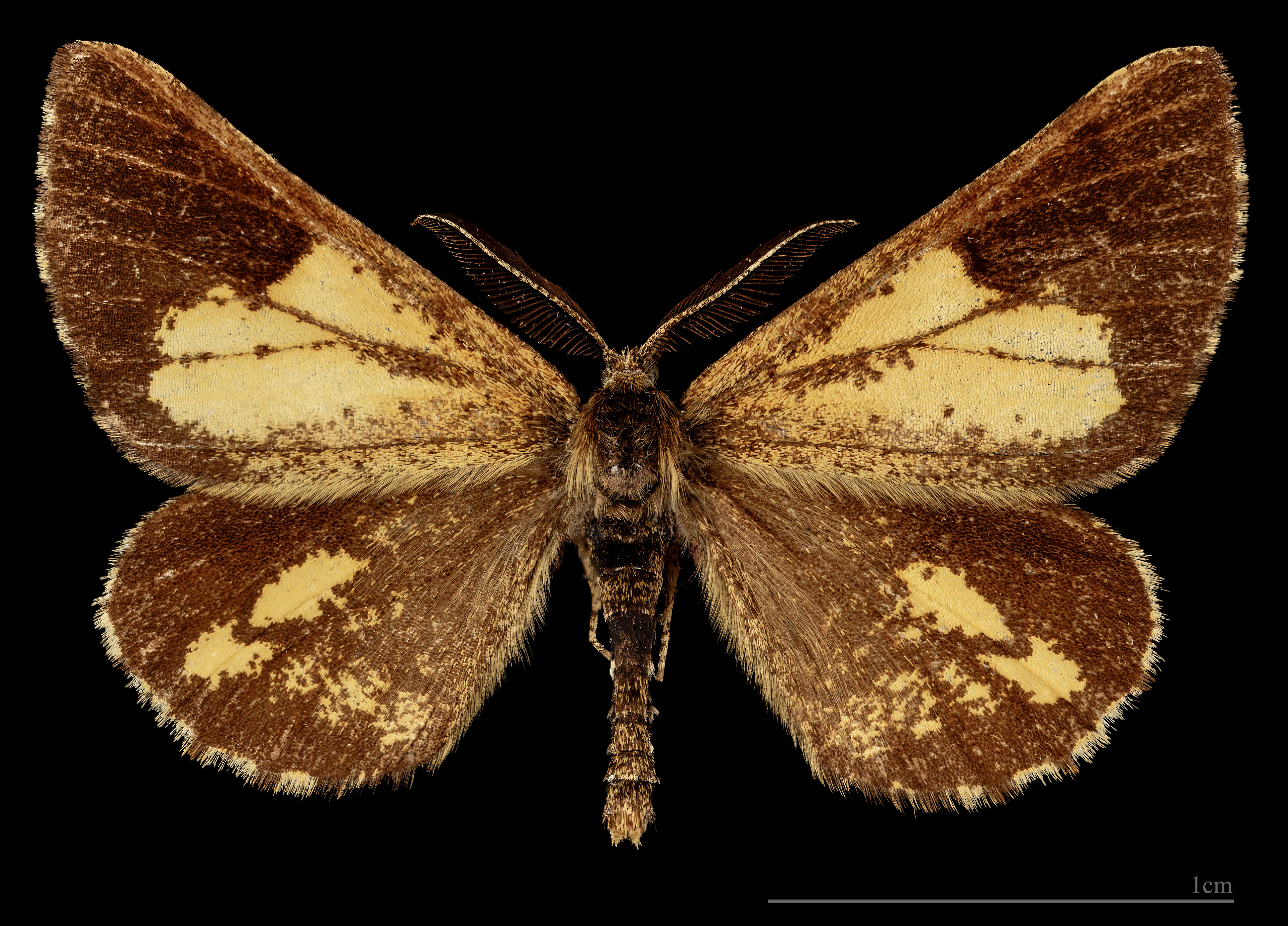
Bupalus piniaria flavescens ♂
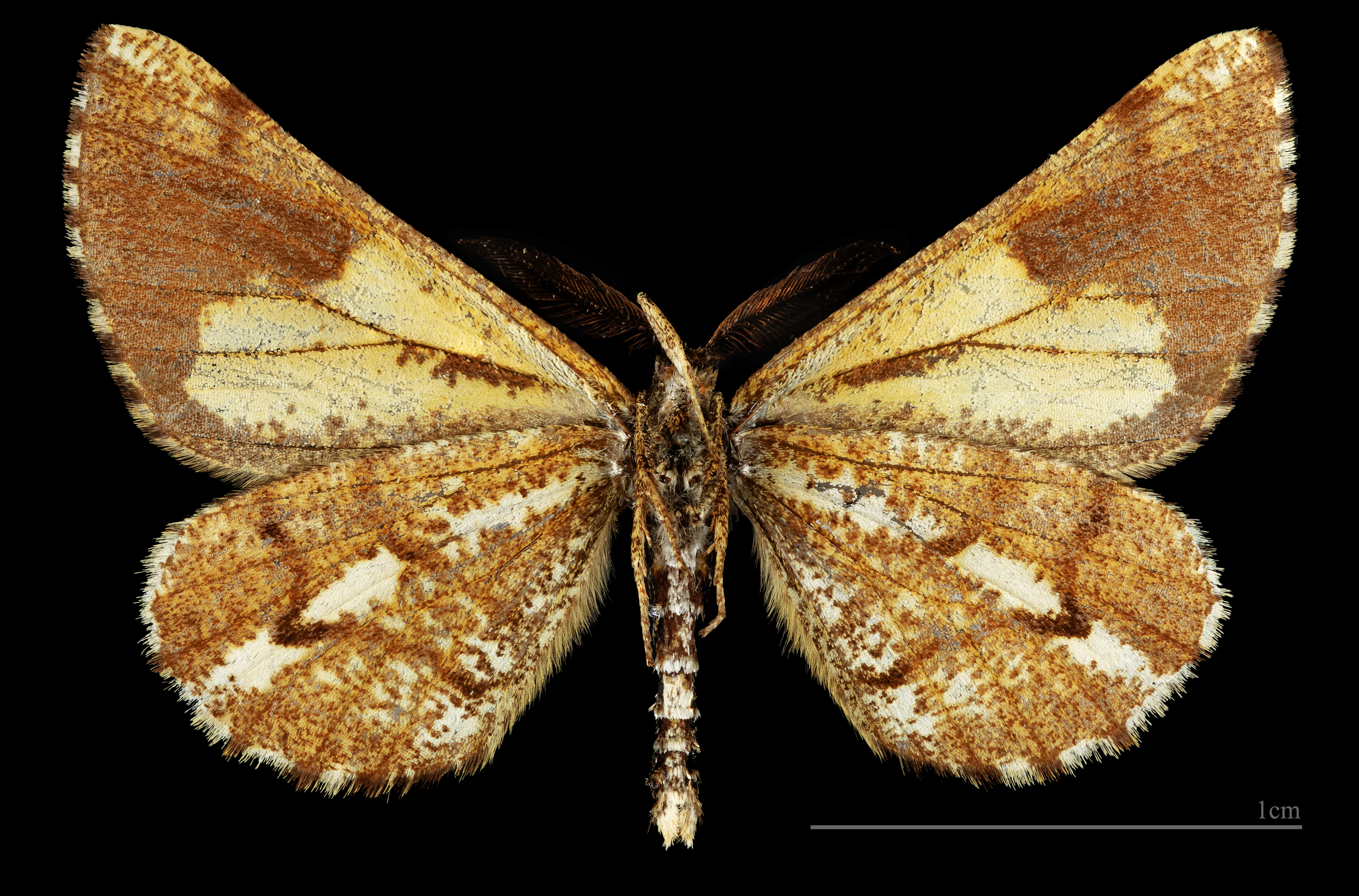
Bupalus piniaria flavescens ♂  △

- Hintergrundfarbe leuchtend gelb: f. flava Lempke, 1970.
- mit hellen Flecken am Kostalrand nahe dem Flügelapex: f. costimaculata Lempke, 1953
- eine dunkle Linie auf dem Vorderflügel teilt das aufgehellte Feld in zwei Teilfelder: f dziurzynskii Koller, 1912
- wenige aufgehellte Bereiche: f. nigricans Dziurzynski, 1912
- aufgehellte Bereich sehr stark reduziert: f. funebris Cockayne, 1939
- Flügel praktisch komplett verdunkelt: f. nigricarius Backhaus, 1889

Bei den Weibchen:
- Vorderflügelfarbe fast einheitlich hell ockergelb: f. fulvaria Dziurzynski, 1912.
- Vorderflügelgrundfarbe hell graubraun: f. fuscantaria Kroulikovsky, 1909.

## Gefährdung
Die Art ist in Deutschland nicht gefährdet. Die Art neigt gelegentlich zu Massenvermehrungen in Kiefernbeständen, so "z. B. 1783 Oberpfalz, 1836 Schlesien, um 1860 auf 100 Quadratmeilen, in Norddeutschl., 1892–1895 Baden, 1892–1896 Nürnberger Reichswald
vernichtet, 1900—1910 Nordostdeutschl. Letzlinger Heide usw.